# Saint-Jean-du-Castillonnais
Saint-Jean-du-Castillonnais è un comune francese di 27 abitanti situato nel dipartimento dell'Ariège nella regione dell'Occitania.

## Società

### Evoluzione demografica
Abitanti censiti